# Bölestjärnen, Jämtland
Bölestjärnen är en sjö i Åre kommun i Jämtland och ingår i Indalsälvens huvudavrinningsområde.